# Islas Marías
Islas Marías és una pel·lícula dramàtica mexicana de 1951 dirigida per Emilio Fernández i protagonitzada per Pedro Infante, Rosaura Revueltas i Rocío Sagaón.

## Sinopsi
Felipe Ortiz és acusat d'un assassinat que no ha comès i és confinat a les Illes Marías. Amb els altres presos pateix situacions tenses però d'altres que l'ajudaran a ser millor persona.

## Repartiment
- Pedro Infante com a Felipe Ortiz Suarez
- Rosaura Revueltas com a Rosa Suárez vda. per Ortiz
- Rocío Sagaón com a Maria
- Esther Luquin com Alejandra
- Jaime Fernández com a Ricardo
- Arturo Soto Rangel com a Miguel
- Julio Villarreal com a rector de l'escola militar
- Rodolfo Acosta com El Silencio
- Tito Junco com a general
- Luis Aceves Castañeda com a detectiu de policia
- Julio Ahuet com a Taxista
- Daniel Arroyo com a Invitado a festa
- Josefina Burgos com a florista
- Margarita Ceballos com a Margarita
- Aurora Cortés com Sirvienta
- José Escanero com a Vecino
- Rogelio Fernandez com Alguacil
- Georgina González com a Espectadora marxa militar
- Gilberto González
- Emilio Galvez
- Leonor Gómez com a Cocinera Islas Marias
- Elodia Hernandez com a Parienta de presoner
- Regino Herrera com a Preso
- Felipe Montoya com a Lic. González
- Yolanda Ortiz com a Cabaretera
- Ignacio Peón com a Actuari
- Salvador Quiroz com a Coronel
- Humberto Rodríguez com a Actuari
- Jorge Treviño com a Don Jorge
- Hernán Vera com a Don Venancio
- Manuel Vergara 'Manver' com a cabaret Borracho